# 灰細鰩
灰細鰩（學名：Rajella fuliginea），為軟骨魚綱鰩目鰩科鰩屬的一種，分布於西大西洋法屬圭亞那海域，深度731至1280公尺，體長可達45公分，棲息在深海，為底棲性魚類，肉食性，卵生，生活習性不明。